# Choeroniscus periosus
Choeroniscus periosus је врста слепог миша из породице љиљака-вампира (Phyllostomidae).

## Распрострањење
Врста има станиште у Еквадору и Колумбији.

## Станиште
Станиште врсте су влажне шуме до 500 метара надморске висине.

## Начин живота
Исхрана врсте Choeroniscus periosus укључује нектар.

## Угроженост
Ова врста се сматра рањивом у погледу угрожености врсте од изумирања.